# Colpichthys
Colpichthys es un género de peces marinos de la familia aterinópsidos.
Las dos especies conocidas son endémicas del Golfo de California, en México.

## Especies
Se reconocen las siguientes especies:
- Colpichthys hubbsi Crabtree, 1989 - pejerrey delta
- Colpichthys regis (Jenkins y Evermann, 1889) - pejerrey charal